# Липова алея (Ростов-на-Дону)

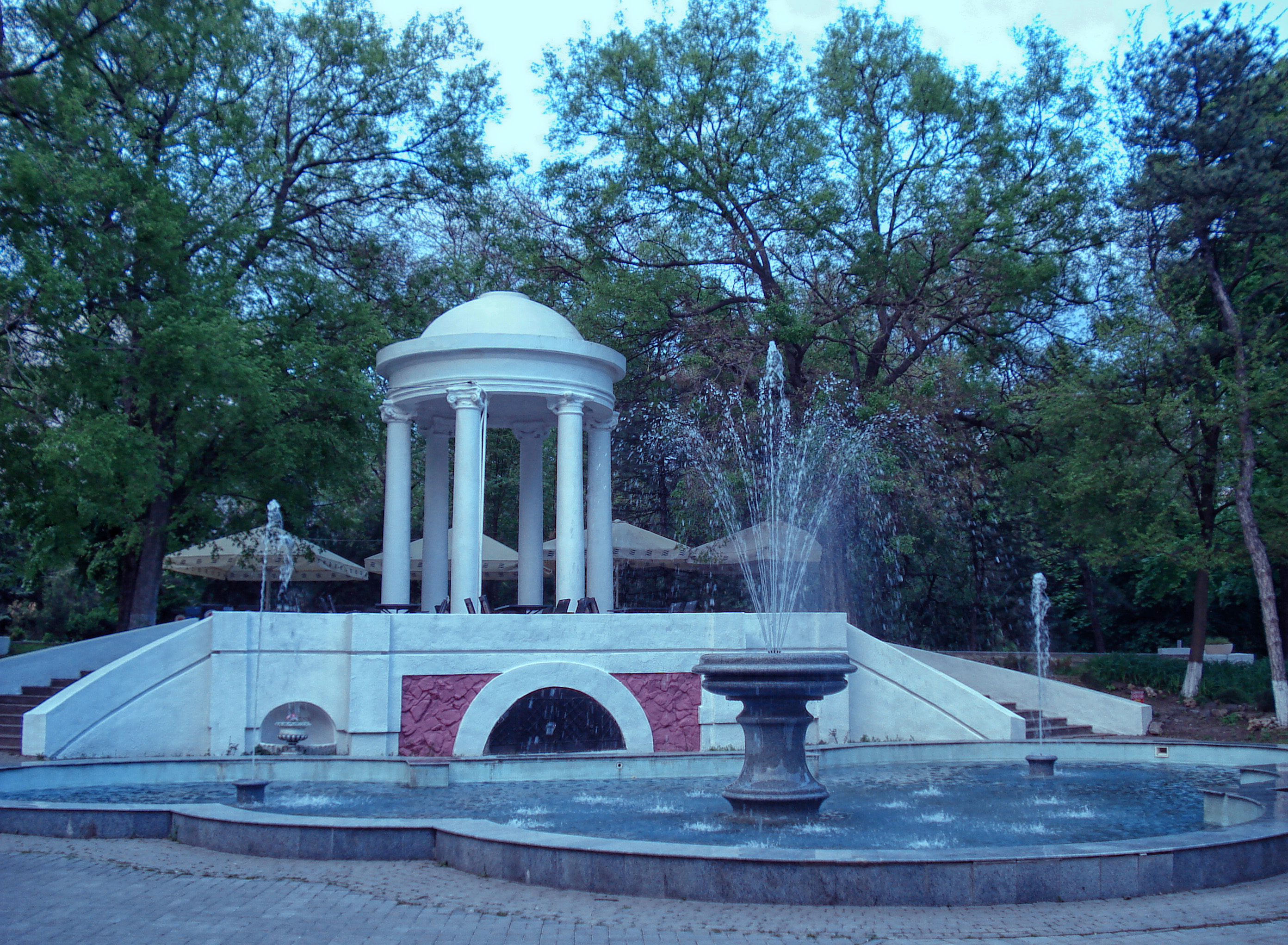
Першотравневий парк. Ротонда

Липова алея (рос. Липовая аллея)  — алея, що перетинає парк імені Першого травня у його західній частині, яка спочатку була садом Літнього комерційного клубу, нині Будинок фізичної культури м. Ростова-на-Дону. Липовій алеї понад 120 років.

## Історія і опис
Розбивку садової території в 1860 роки виконав петербурзький архітектор Петерс. Напрямок майбутньої алеї зафіксував трасу підземної галереї, що з'єднує пагорб, який залишився від земляного редуту фортеці (з підземними приміщеннями), і підвали колишніх складських будівель поблизу Великої Садової вулиці.

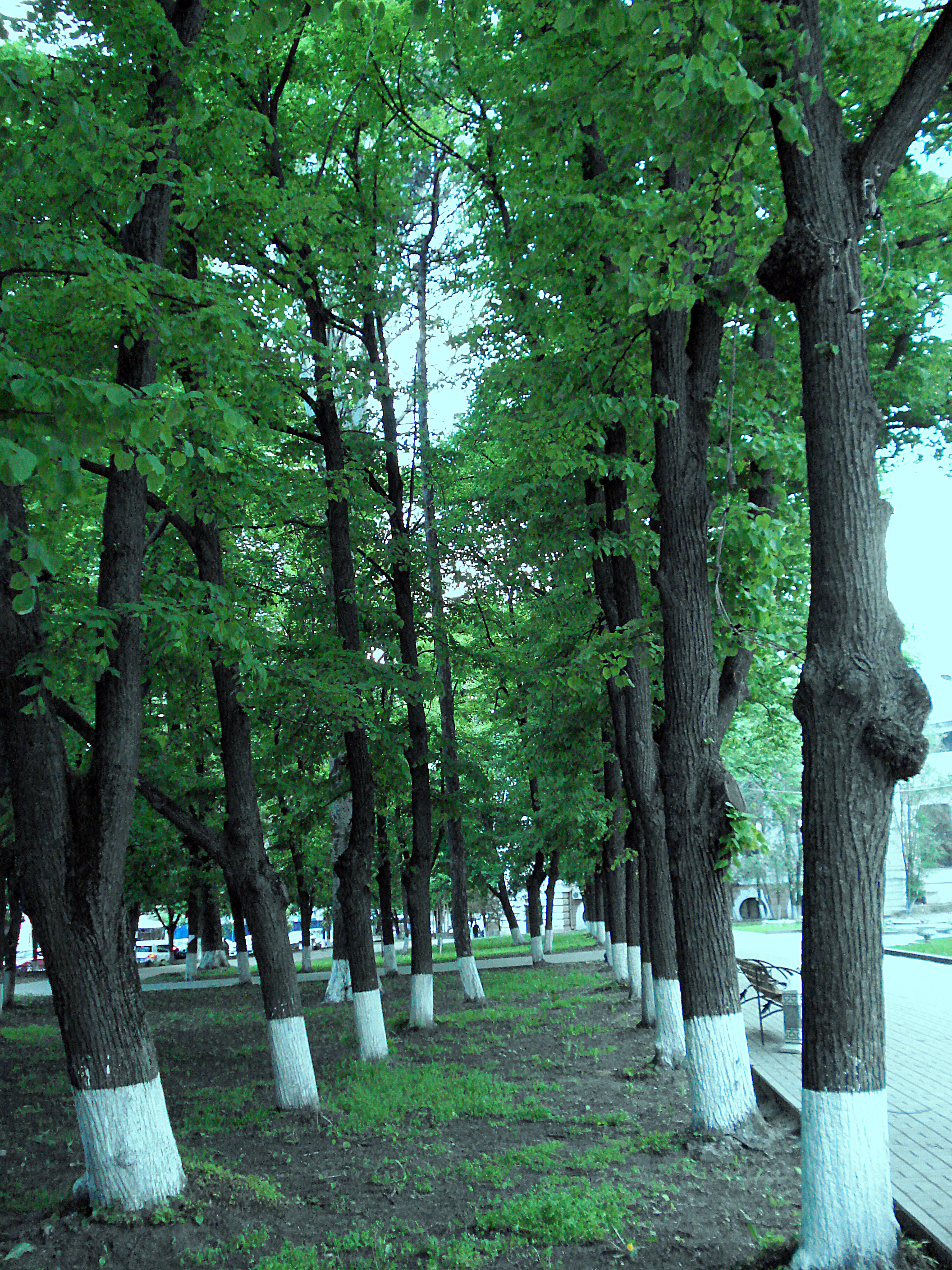
Столітні липи Першотравневого парку

По обидва боки широкої алеї на початку 1890-х були насаджені перші липи. В її центрі розташовані газони, торці яких замикали клумби. Їх прикрасили квіткові килимові візерунки, що додавали простору між підростаючим липами ошатної святковості.
У 1901 році алею замкнула на сході меморіальна ротонда, поставлена на пагорбі колишнього редуту. Перед нею на початку 1910-х влаштували фонтан. Розміщувалася ротонда на майданчику високого цокольного поверху, ховала залишки земляного валу. Її витончена альтанка сформована шістьма іонічними колонками під невисоким куполом. Видовий майданчик ротонди, орієнтоваий на квітковий партер алеї, призначався для милування квітковими композиціями.
Недоторканною алея зберігалася до кінця XX століття. Її не пошкодили навіть бомбардування і пожежі в ході військових дій на території Ростова-на-Дону. Коли паркова оранжерея була розібрана (1986), газони і клумби втратили колишню красу і багатство.
В даний час крони лип розрослися і вимагають вмілого підрізування, а в саму алею вторгаються сучасні павільйони парку. І все ж липова алея вважається унікальним місцем Ростова-на-Дону[джерело?].
Медики і психологи стверджують, що одним із прогресивних методів терапії вважається лікування запахами квітів, шелестом листя, спогляданням дерев і чагарників. Словом, усім тим, що дарує ростовчанам липова алея.